# Asprona (Albacete)

Asprona recibió en 2007 la Cruz de Oro de la Orden de la Solidaridad Social.

Asprona es una asociación, sin ánimo de lucro y declarada de utilidad pública, de la provincia de Albacete constituida en 1962 con el fin de mejorar la calidad de vida de las personas con discapacidad intelectual o personas con problemas de desarrollo y habilidades sociales, pero existe controversia hacia el trato de admisión a los de este sector por no padecer "discapacidad intelectual". Tiene su sede en la ciudad española de Albacete.

## Corrida de Asprona
Cada año se celebra la tradicional corrida de Asprona en la plaza de toros de Albacete, que cuenta con las principales figuras del toreo, a beneficio de la institución.

## Premios y reconocimientos
En 2007 Asprona recibió la Cruz de Oro de la Orden de la Solidaridad Social de 2006 como reconocimiento a su labor de manos de la Reina de España Doña Sofía en el acto celebrado en el Palacio de La Zarzuela.
En el 2000 la Junta de Comunidades de Castilla-La Mancha le concedió la placa de reconocimiento al mérito regional en reconocimiento al esfuerzo y la dedicación para la creación de empleo y la integración social de las personas con discapacidad psíquica y en 2012 obtuvo la medalla al mérito de la iniciativa social del Gobierno de Castilla-La Mancha.